# Лоано
Лоано (італ. Loano, ліг. Leua) — муніципалітет в Італії, у регіоні Лігурія, провінція Савона.
Лоано розташоване на відстані близько 430 км на північний захід від Рима, 65 км на південний захід від Генуї, 28 км на південний захід від Савони.
Населення — 11 581 особа (2014).

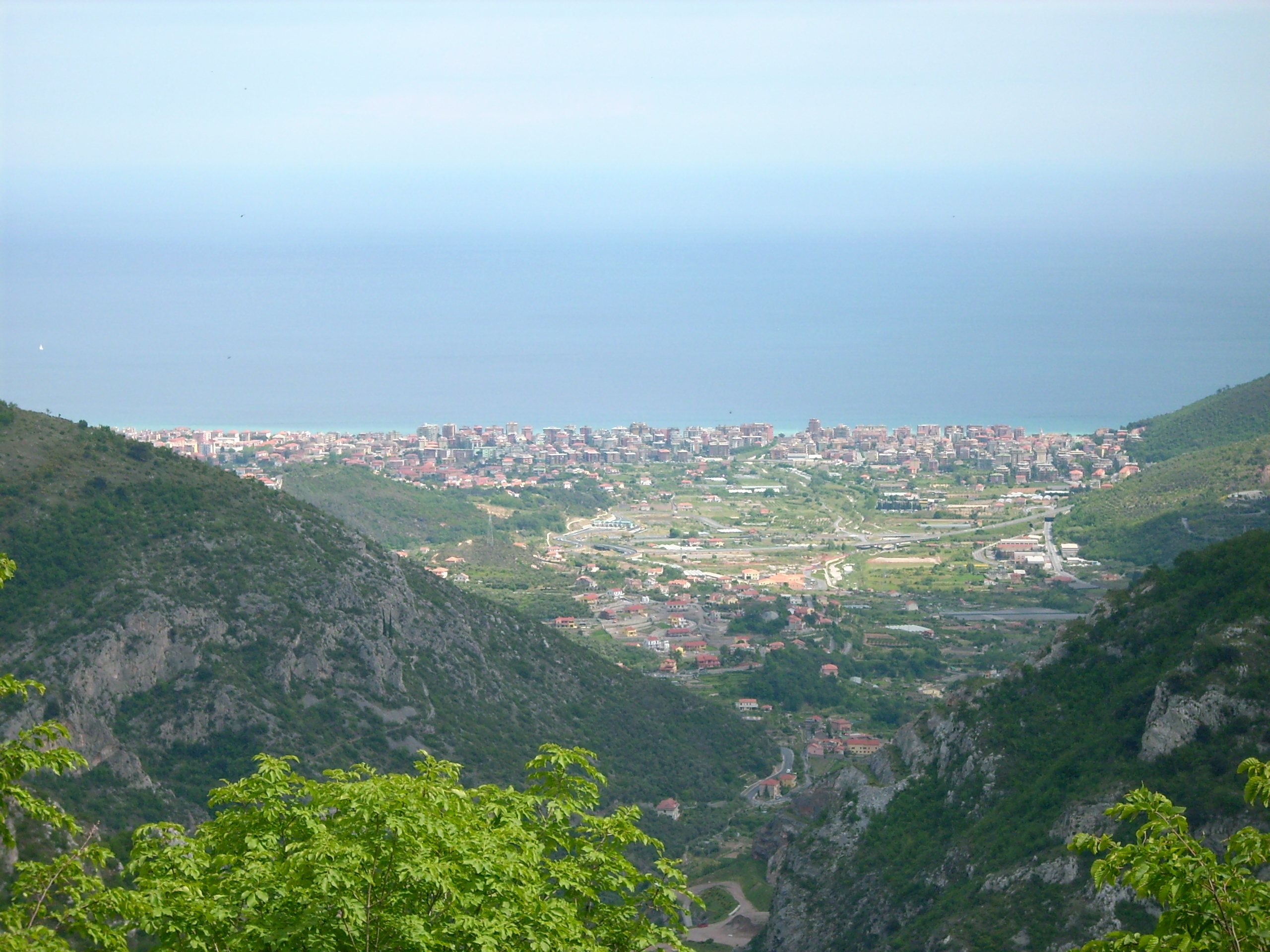

Щорічний фестиваль відбувається 24 червня. Покровитель — святий Іван Хреститель.

## Демографія
Населення за роками:

Станом на 1 січня 2023 року в муніципалітеті офіційно проживали 1082 іноземці з 59 країн, серед них 158 громадян країн Євросоюзу та 21 громадянин України.

## Сусідні муніципалітети
- Бардінето
- Боїссано
- Боргетто-Санто-Спірито
- П'єтра-Лігуре